# Look After You
"Look After You" é uma canção da banda americana de rock The Fray do seu álbum de estréia intitulado How to Save a Life. Foi lançado como terceiro single em janeiro de 2007 seguindo o sucesso da canção "How to Save a Life". De acordo com o vocalista Isaac Slade, a canção fala sobre uma então namorada e futura esposa, Anna, enquanto ela vivia na Austrália. A canção também aparece no programa de TV Intervention durante sua terceira temporada. A música também aparece nas séries de TV Cold Case, Ghost Whisperer, The Hills, One Tree Hill, Journeyman, Moonlight, Bones e no episódeo piloto de Women's Murder Club. A canção também faz parte da trilha sonora do filme Jumper.

## VideoClipe
O video clipe oficial da canção deveria ter sido lançado em fevereiro de 2007, com Chris Mills na direção. Mas em agosto de 2009, o video ainda não tinha sido lançado.

## Paradas musicais
| Paradas (2006)                    | Peak position |
| --------------------------------- | ------------- |
| Billboard Hot 100                 | 59            |
| Billboard Hot Adult Top 40 Tracks | 12            |
| Billboard Pop 100                 | 49            |